# PGC 35104
LEDA/PGC 35104 ist eine Spiralgalaxie mit aktivem Galaxienkern vom Hubble-Typ Sb im Sternbild Großer Bär am Nordsternhimmel. Sie ist schätzungsweise 751 Millionen Lichtjahre von der Milchstraße entfernt und hat einen Durchmesser von etwa 260.000 Lichtjahren.
Im selben Himmelsareal befinden sich unter anderem die Galaxien NGC 3674, NGC 3683, PGC 35376, PGC 2557141.